# Paolo Ruberti

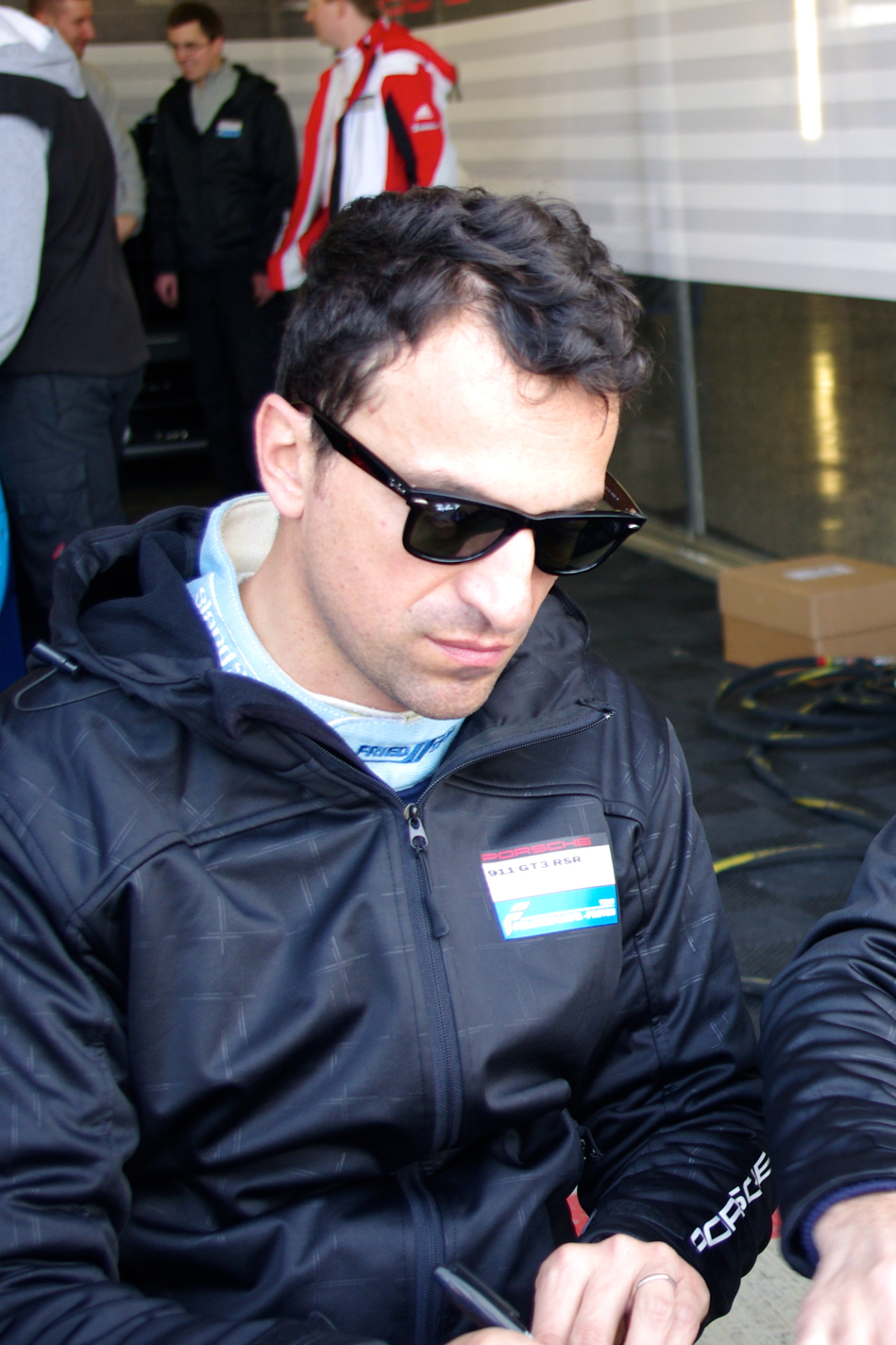
Paolo Ruberti en 2013.

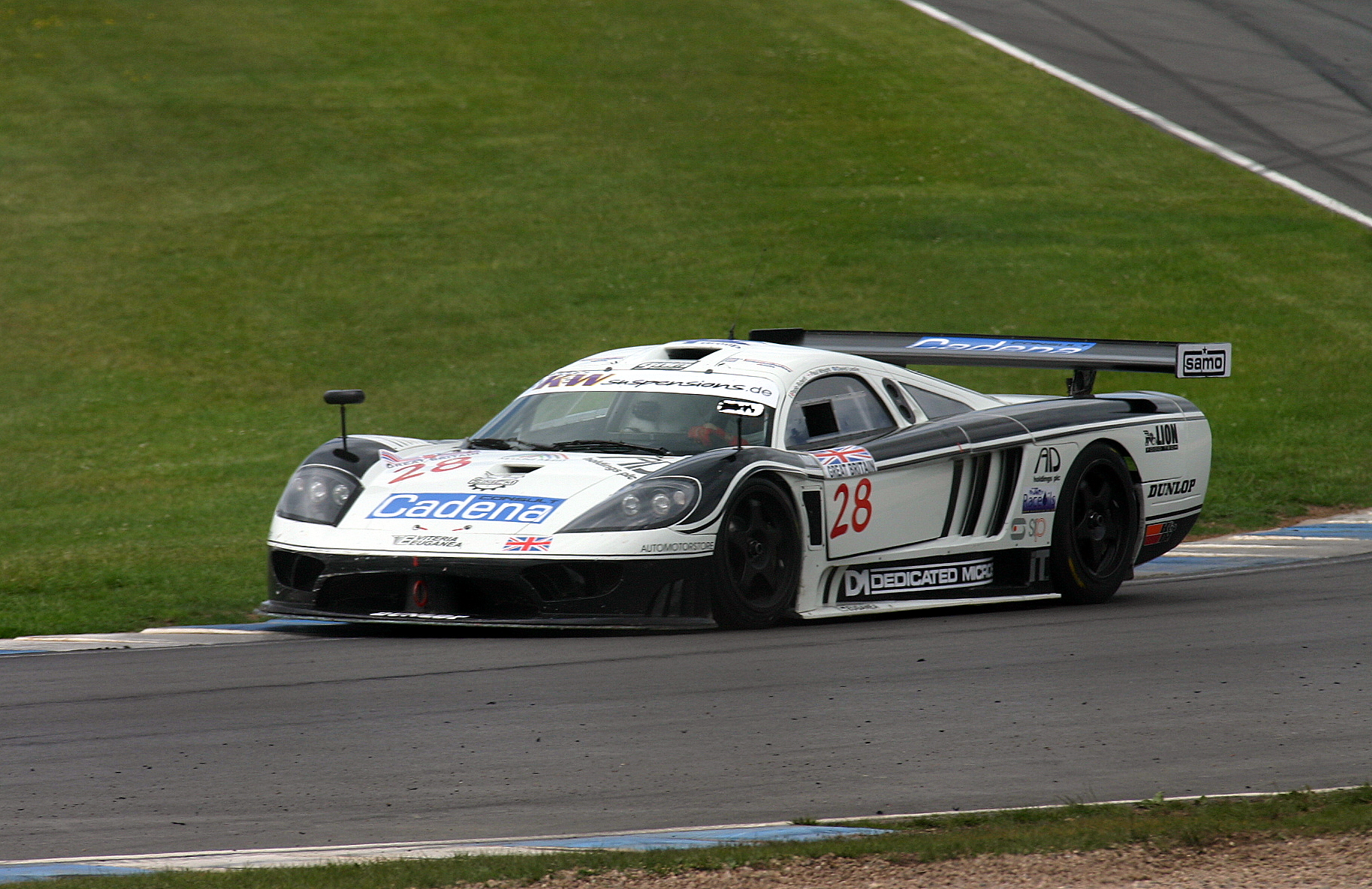
Saleen S7-R de Paolo Ruberti, David Leslie y Paul Whight, año 2004.

Paolo Ruberti (Legnago, 22 de abril de 1975) es un piloto de automovilismo italiano.

## Carrera deportiva
En la década de 2000, Paolo Ruberti, junto a Matteo Bobbi, Thomas Biagi, Fabio Babini, Fabrizio Gollin y Matteo Malucelli, formó parte de un grupo de pilotos italianos de GT que lograron grandes éxitos en esta categoría del automovilismo.
Comenzó su carrera en 1994 en el Campeonato de Italia de Fórmula 3, a través del cual pasó a la Fórmula 3000 en 1997. Allí condujo, entre otros, para el equipo del expiloto de Fórmula 1 Piercarlo Ghinzani. Cuando no tuvo éxito, cambió a vehículos GT a principios de la década de 2000. Sus mayores éxitos fueron el segundo puesto en la general del Campeonato FIA GT de 2008 y el segundo puesto en la clase GT2 en las 24 Horas de Le Mans en 2008 y 2009. Participó en las 24 Horas de Le Mans 2019 en LMP1, junto a ByKolles Racing.